# Mistrz Życia Józefa
Mistrz Życia Józefa, Mistrz z Affligem, Mistrz z klasztoru w Afflighem - malarz niderlandzki czynny w latach 1470–1500 lub 1490-1510 w Brukseli, identyfikowany również z Jacobem van Lathemem.

## Twórczość
Mistrz Życia Józefa zaliczany jest do artystów południowo Niderlandzkiej szkoły. Pseudonim nadał mu w 1923 roku, niemiecki historyk Max Jakob Friedländer, który zidentyfikował go jako autora serii tond przedstawiających sceny z życia Józefa. Friedländer przypisał mu również kolejną serię ośmiu dzieł ze scenami z życia Chrystusa i Marii. Prace te znajdowały się pierwotnie w opactwie Affligem w Brabant, co zapewniło artyście jego alternatywną nazwę. Stylistycznie jest naśladowcą Rogiera van der Weydena.
Mistrzowi przypisuje się również autorstwo portretów Filipa Pięknego i Joanny Szalonej ukazanych na skrzydłach tryptyku Ostatniej Wieczerzy z Zierikzee  oraz skrzydeł do tryptyku Legendy św. Barbary ze scenami: Święta Barbara nadzorująca budowę okna w jej wieży i Męczeństwo świętej Barbary.

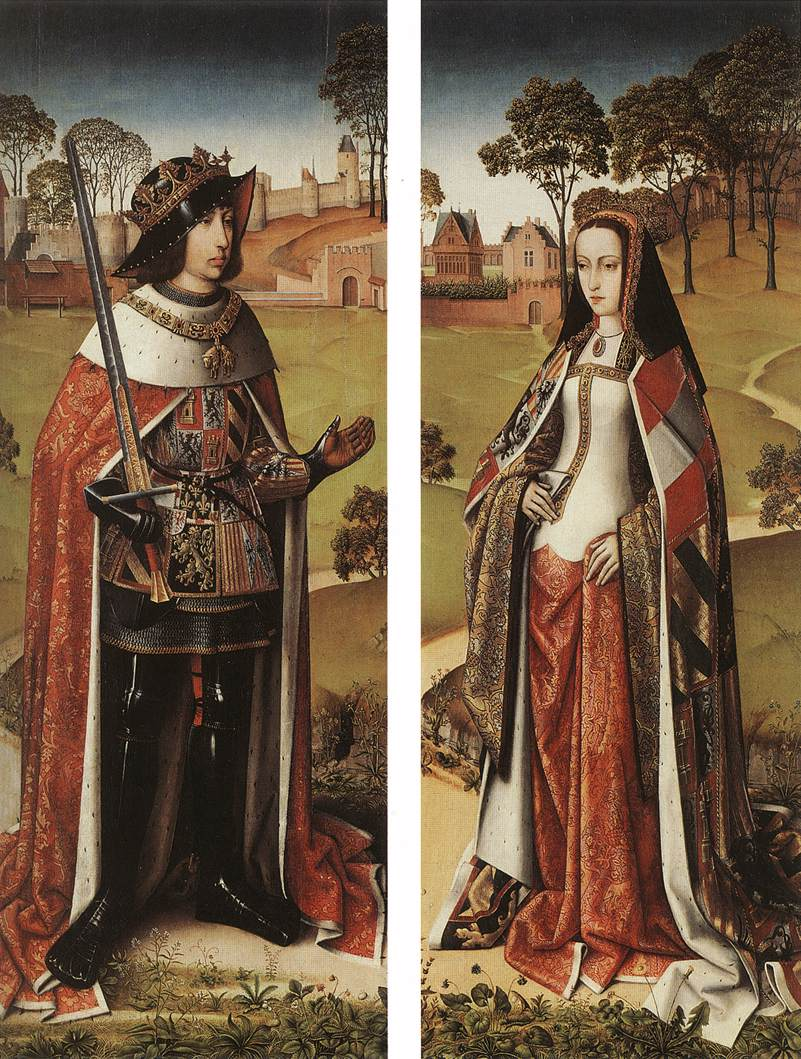
Filip Piękny i Joanna Szalona w ogrodach zamkowych w Brukseli